# Oleofóbico
La palabra oleofóbico es un término utilizado en la industria de aplicaciones con plasma y hace referencia a un recubrimiento repelente al aceite es decir que no permite que se absorba el aceite en la superficie que ha sido tratada.

## Aplicación
Una sustancia oleofóbica común es el agua pero con la aplicación de tratamientos en plasma es posible hacer que otros materiales adquieran esta propiedad.
El aspecto más útil de los Recubrimientos Oleofóbicos es que pueden hacer que los materiales sean resistentes a las huellas dactilares debido a que repelen los aceites producidos por la piel.  Los recubrimientos oleofóbicos son empleados principalmente en las industrias de suministros médicos y artículos electrónicos para el consumidor.  
Se emplean para recubrir:
- Tubos médicos.
- Artículos electrónicos.
- Visores.
- Escudos quirúrgicos.
- Pantallas táctiles en teléfonos inteligentes (smartphones) y tabletas electrónicas (tablet).

## Proceso de aplicación
Los recubrimientos oleofóbicos se depositan sobre materiales usando un proceso de plasma llamado Deposición química de vapor asistida por plasma.  En dicho proceso se toma una sustancia oleofóbica que se evapora dentro de una cámara.  Entre tanto en el crisol se une la sustancia oleofóbica a la superficie del material sobre la que se crea una capa delgada permanente que no requiere de reaplicación posterior.

## Fuente
Industria Diener Electronic|Plasma|Thierry Corp., Alemania, fundada en 1993.
- Datos: Q24960458